# Ataque químico de Jan Sheijun
El ataque químico de Jan Sheijun se refiere al ocurrido sobre esa ciudad siria, ubicada al oeste de la gobernación de Idlib, el 4 de abril de 2017, en el marco de la Guerra Civil Siria. Según los informes, la ciudad fue golpeada por un ataque aéreo de las fuerzas gubernamentales, seguido de un envenenamiento químico masivo de civiles. La liberación de un gas tóxico, que incluía sarín, o una sustancia similar, mató al menos a 89 personas e hirió a más de 541, según la Dirección de Salud de Idlib, de la oposición. El ataque fue el uso más mortífero de armas químicas en la guerra civil siria desde el ataque químico de Guta en 2013.
El Mecanismo Conjunto de Investigación de la OPAQ y la ONU atribuyó la responsabilidad del ataque al gobierno sirio.  El Mecanismo Conjunto de Investigación OPAQ-ONU describió las sustancias químicas que, según él, vinculan el sarín utilizado con el gobierno sirio: "Las muestras de Jan Sheijun contienen los tres tipos de sustancias químicas marcadoras descritas anteriormente: PF6 [HFP], fosfatos de isopropilo y fosforofluoridatos de isopropilo. Su presencia es un fuerte indicador de que el sarín diseminado en Jan Sheijun fue producido a partir de DF de las reservas de la República Árabe Siria".
Los gobiernos de Estados Unidos, Reino Unido, Turquía, Arabia Saudita, Francia e Israel, así como Human Rights Watch, atribuyeron el ataque a las fuerzas del presidente sirio Bashar al-Ásad.  El gobierno sirio dijo que el ataque era una "invención". El gobierno ruso afirmó que el incidente era un montaje.
El 7 de abril, Estados Unidos lanzó 59 misiles de crucero contra la base aérea de Shayrat, que, según los servicios de inteligencia estadounidenses, fue el origen del ataque.

## Reacciones

### Nacionales
- Oposición siria — La Oposición siria hizo un llamado a la ONU para que realicen investigaciones sobre el ataque, posteriormente el Coalición Nacional Siria publicó un comunicado diciendo: «el Consejo de Seguridad de convoca una reunión de emergencia para llegar hasta el fondo de la delincuencia, y para abrir una investigación inmediata».
- Siria — El gobierno sirio de Bashar Al-Ásad se manifestó en contra de cualquier acusación negando la utilización de armas químicas.[23]

### Internacionales
- ONU — «Lo que pasó en Khan Shaikhoun es impactante y debe ser aclarado en una reunión del consejo de seguridad para dar con los responsables», dijo Staffan de Mistura, enviado especial de la ONU en Siria.[24]
- Turquía — Turquía condenó el ataque y que —según el gobierno turco— las fuerzas gubernamentales son los responsables.[25]
- Israel — «Impactantes imágenes de Siria, para sacudir los sentimientos de cada ser humano. Israel condena enérgicamente el uso de armas químicas generales, especialmente contra civiles inocentes», escribió en su cuenta de Twitter Benjamin Netanyahu, primer ministro israelí.[26]
- Reino Unido condenó el ataque y pidió que las fuerzas gubernamentales se hagan responsables del ataque.
- Francia expresó su preocupación por lo que pasa en Siria y llamaran a una reunión de emergencia a la ONU.

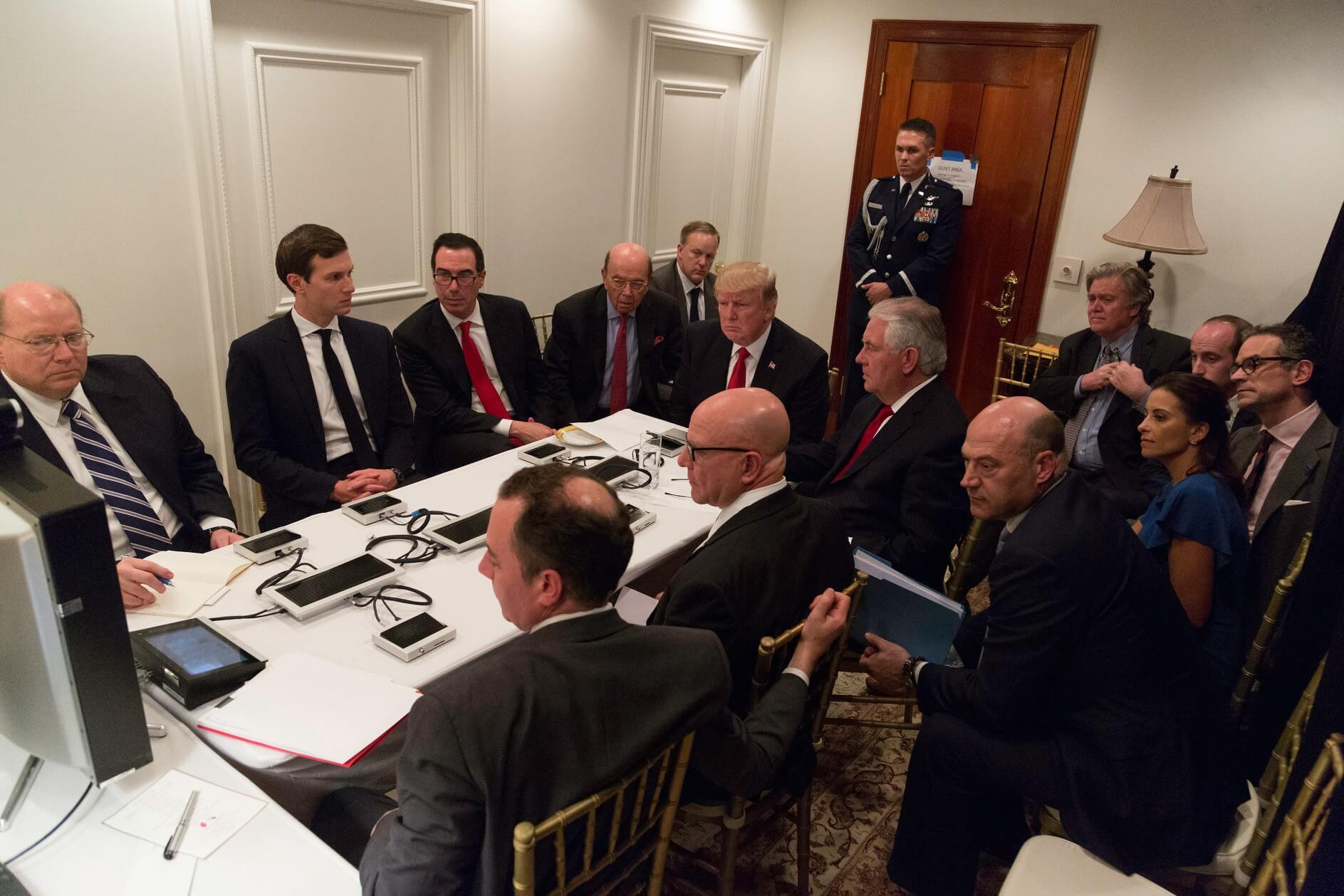
El presidente estadounidense Donald Trump en conversaciones días después del ataque químico donde acordarían bombardear Shayrat.

- EE. UU. — «Cualquier persona que utiliza armas químicas para atacar a sus propio pueblo muestra un desprecio fundamental para la dignidad humana y debe rendir cuentas», dijo Rex Tillerson, secretario de estado de los Estados Unidos.[27]
- Rusia — En un comunicado de las fuerzas armadas rusas aclararon que ellos no tienen nada que ver con el ataque químico y que Jan Sheijun en todo momento estuvo fuera del teatro de operaciones.[28]
- Argentina — Mediante un comunicado del Ministerio de Relaciones Exteriores y Culto la República Argentina manifestó su preocupación por el uso de armas químicas, afirmando que el uso de estas «constituye una violación manifiesta de las obligaciones internacionales emanadas de la Convención sobre las Armas Químicas y representa un nuevo acto de hostilidad y provocación a la comunidad internacional». En el comunicado también se reafirma la postura del país de rechazar el uso de armas químicas «en cualquier situación, bajo cualquier circunstancia y por cualquier actor».[29]
- Nueva Zelanda — El ministro de relaciones exteriores Murray McCully condenó el ataque, y urgió al Consejo de Seguridad de las Naciones Unidas para que tome acciones precisas.[30]
- Bélgica —Mediante un comunicado del Ministerio de Relaciones Exteriores, Bélgica condenó el ataque en Siria y llamó a todos los participantes del conflicto a terminar el uso de armas químicas.[31]